# Amphicallia kostlani
Amphicallia kostlani är en fjärilsart som beskrevs av Embrik Strand 1911. Amphicallia kostlani ingår i släktet Amphicallia och familjen björnspinnare. Inga underarter finns listade i Catalogue of Life.